# Scarsella (Architektur)

Grundriss des Baptisteriums San Giovanni in Florenz (mit der Scarsella im Westen)

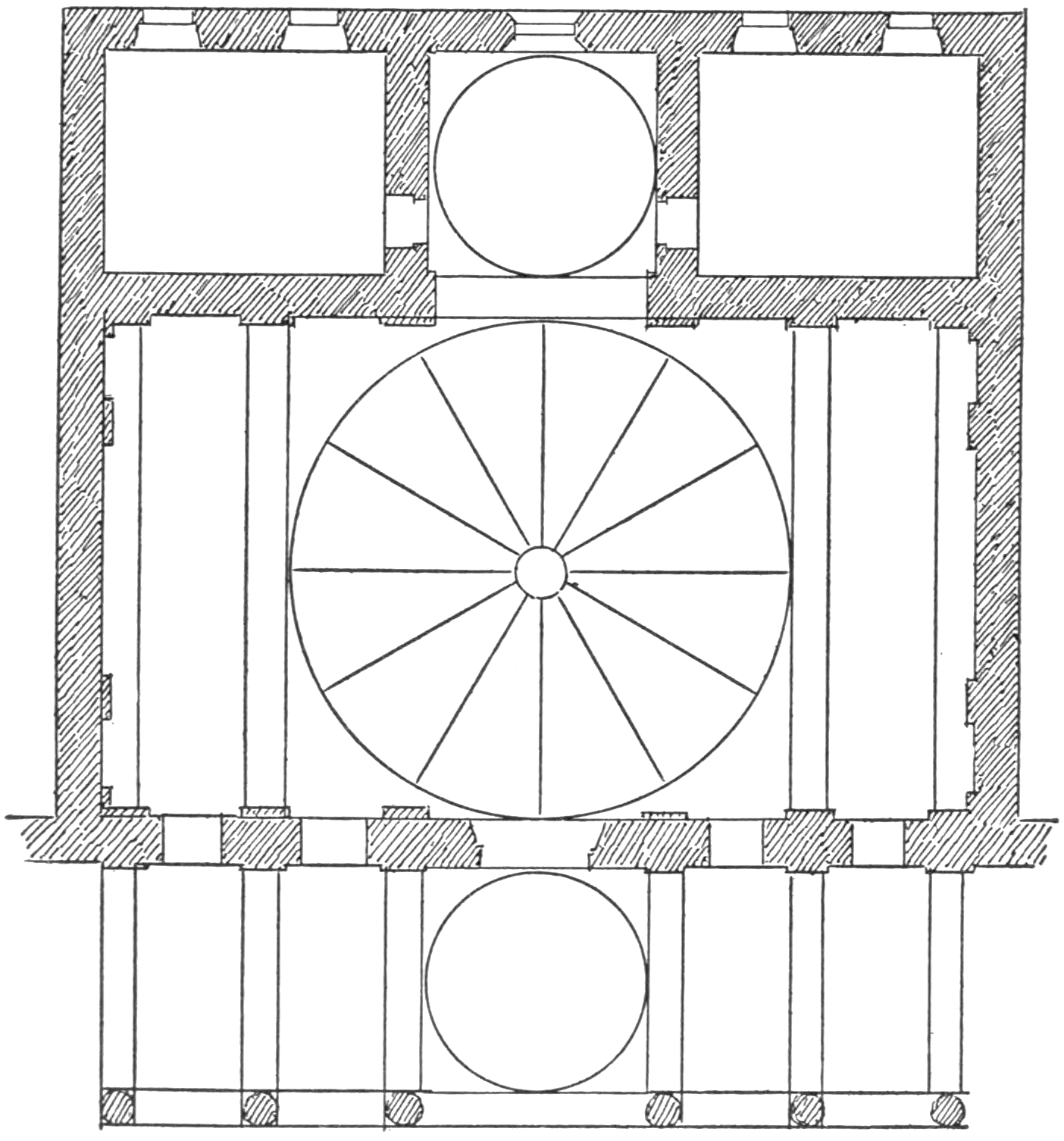
Grundriss der Pazzi-Kapelle (mit der Scarsella oben in der Mitte)

In der Architektur ist die Scarsella eine kleine Apsis mit rechteckigem oder quadratischem Grundriss, die über die eigentliche Gebäudeform hinausragt. Der Begriff „Scarsella“ bedeutet im alten Florentinisch auch „(lederne) Geldbörse“.
Eine Scarsella ist im Baptisterium von Florenz zu sehen, das ursprünglich achteckig gebaut war und dann mit einer kleineren rechteckigen Konstruktion ausgestattet wurde, die an das ursprüngliche Gebäude angebaut wurde. Eine weitere mittelalterliche Scarsella ist die der Cappellone degli Spagnoli in Santa Maria Novella, ebenfalls in Florenz, die Filippo Brunelleschi als Vorbild für die Pläne der Sagrestia Vecchia von San Lorenzo und der Pazzi-Kapelle in Franziskanerkirche von Santa Croce diente. Brunelleschi untersuchte ein Modell der Kapelle, bei der die Basis quadratisch war und die Scarsella sich in der Mitte einer der Wände öffnete, wobei die Seitenabmessungen einem Drittel der Kapelle entsprachen und die Fläche somit einem Neuntel des Kapellenbereichs entsprach. Dieses Schema erwies sich als erfolgreich und wurde von den großen Architekten der Renaissance häufig angewendet, insbesondere für Zentralbauten. Ein frühes Beispiel monumentalen Ausmaßes ist die von Giuliano da Sangallo entworfene Basilika Santa Maria delle Carceri in Prato, bei der das Presbyterium eine Art große Tasche bildet. Ein weiteres Beispiel für eine Scarsella ist die Apsis der Kirche Santa Maria dei Miracoli in Venedig.

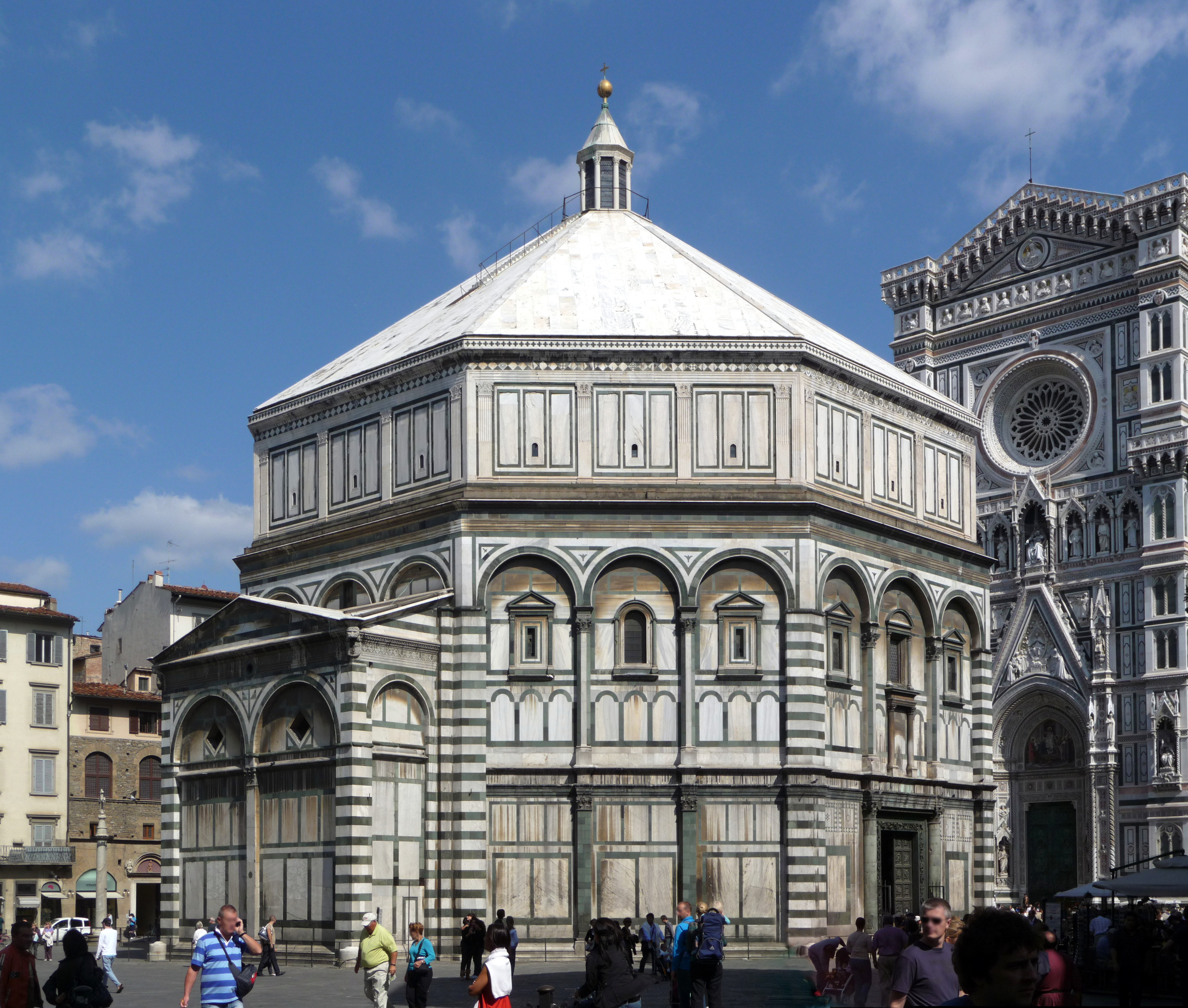
Baptisterium San Giovanni in Florenz mit der Apsis (als Scarsella) im Westen, sodass sich das Hauptportal der Taufkirche der Domfassade gegenüber öffnet.
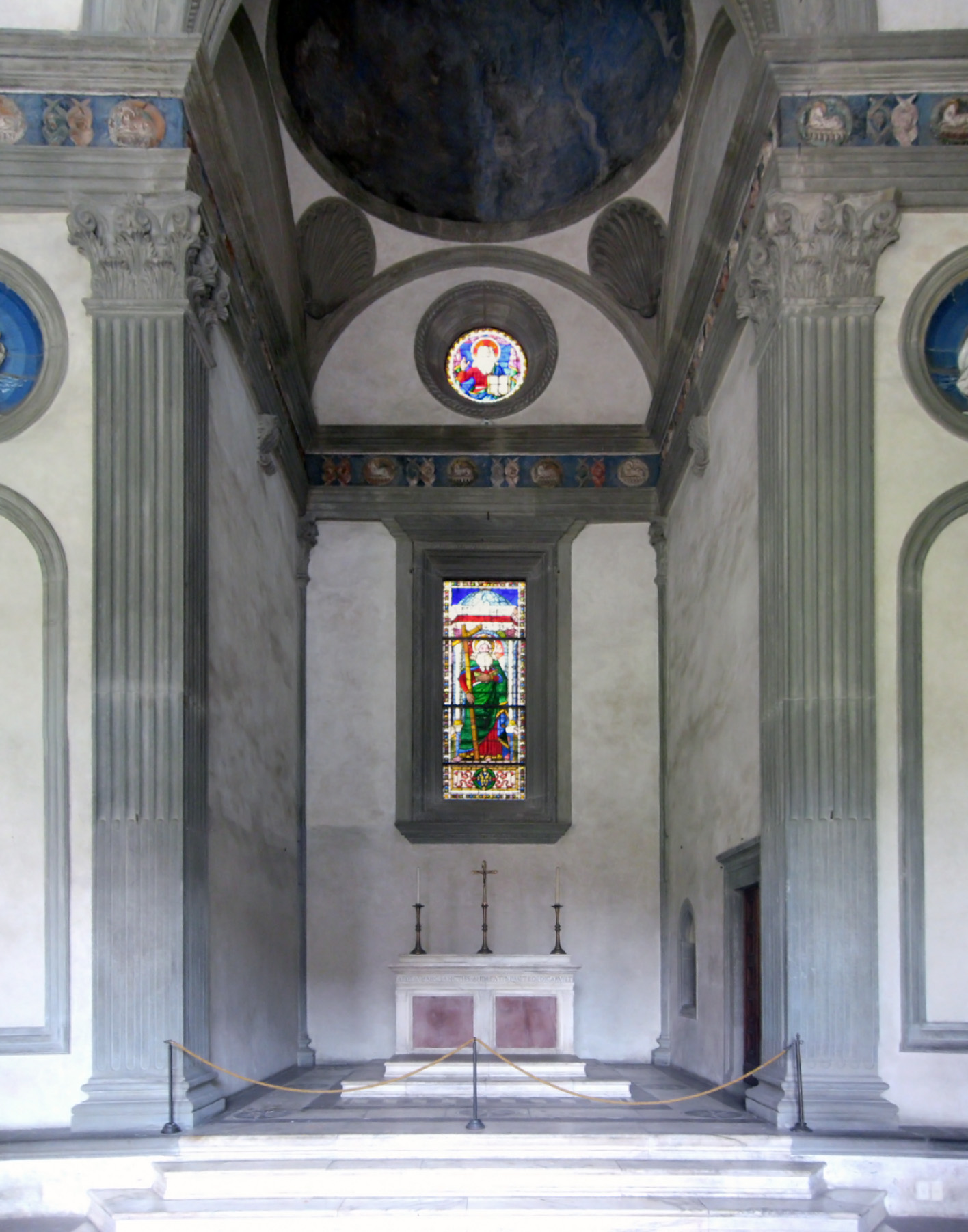
Scarsella der Pazzi-Kapelle, 1441–1478, Santa Croce, Florenz